# غريغ شو
غريغ شو (بالإنجليزية: Greg Shaw)‏ (15 فبراير 1970 في المملكة المتحدة - ) هو لاعب كرة قدم بريطاني في مركز الهجوم. لعب مع دونفرملين أثلتيك ونادي فالكيرك ونادي أردريونيانز وبيرويك راينجرز ونادي آير يونايتد ونادي كلايدبانك ‏.

## وصلات خارجية
- غريغ شو على موقع Soccerbase.com (لاعب) (الإنجليزية)